# 屏東縣私立民生高級家事商業職業學校
屏東縣私立民生高級家事商業職業學校是一所位於屏東縣屏東市的私立高級工業職業學校。簡稱為民生家商。創校於1961年。

## 沿革
1961年由屏東市第一信用合作社創設定名為屏東縣私立屏信初級中學，1975年董事會解散，洽請蔡平群先生接辦。經教育廳核准，改名為民生高級工商職業學校。復於1987年，正式更名為民生高級家事商業職業學校。

## 組織
- 日間部[2][3]
  - 餐飲管理科(正規班/實用技能班/建教合作班）[4]
  - 美容科(正規班/實用技能班/建教合作班)、時尚造型科[5]
  - 廣告設計科、多媒體設計科[6]
  - 資料處理科[7]
  - 普通科、體育班(109學年度起招收新生)[8]

- 進修部[9]
  - 服務科(109學年度起招收新生)[10]
  - 資料處理科[11]
  - 餐飲管理科[12]

## 民生家商體育團隊各項目介紹

### 男子籃球隊
- 2017年，籃球隊成立由前來義高中教練陳江炫昌和一名助理教練帶領，並配合一名體能訓練師。成立第一年參加HBL甲級資格賽。
- 2021年由前開南商工和大村國中的鄭亘宏擔任

| 學年度 | 106學年度 | 107學年度  | 108學年度 | 109學年度  | 110學年度  | 111學年度  | 112學年度  |
| ------ | --------- | ---------- | --------- | ---------- | ---------- | ---------- | ---------- |
| 名次   | 資格賽    | 資格賽外卡 | 資格賽    | 資格賽外卡 | 資格賽外卡 | 資格賽外卡 | 資格賽外卡 |

### 女子籃球隊
- 2019年，籃球隊成立，由豐悅如帶領。

| 學年度 | 108學年度  | 109學年度  | 110學年度  | 111學年度 |
| ------ | ---------- | ---------- | ---------- | --------- |
| 名次   | 資格賽外卡 | 資格賽外卡 | 資格賽外卡 | 資格賽    |

## 外部連結
- 民生家商 （页面存档备份，存于）（繁體中文）